# Cladonychiidae
Cladonychiidae - rodzina pajęczaków z rzędu kosarzy i podrzędu Laniatores zawierająca blisko 20 gatunków. 

## Opis
Przedstawiciele tej rodziny osiągają do 4 mm długości ciała. Posiadają raczej krótkie nogi, choć druga para może osiągać nawet 2 cm długości. Nogogłaszczki są silne i uzbrojone w kolce. Większość gatunków jest barwy czerwonawobrązowej do ciemnobrązowej, jednak gatunki jaskiniowe są barwy bladożółtawej. Część gatunków jest bezoka.

## Występowanie
Rodzaj Holoscotolemon jest palearktyczny. Pozostałe rodzaje wykazane są z USA.

## Pokrewieństwo
Rodzina ta może być blisko spokrewniona z Pentanychidae. Jeśli tak jest to gatunki Cladonychiidae zamieszkujące wschodnie USA byłyby bazalne dla reszty rodziny.

## Nazwa
Dawna nazwa rodzajowa Cladonychium pochodzi ze antycznej greki i oznacza dosłownie rozgałęziony pazur. Obecnie rodzaj ten zsynonimizowano z Erebomaster.

## Systematyka
Rodzina zawiera 16 opisanych gatunków, z czego w Europie występuje 8 (oznaczone pogrubieniem):
- Rodzaj: Cryptomaster Briggs, 1969
  - Cryptomaster leviathan (Briggs, 1969)

- Rodzaj: Erebomaster Cope, 1872
  - Erebomaster acanthina (Crosby et Bishop, 1924)
  - Erebomaster flavescens Cope, 1872
    - Erebomaster flavescens flavescens Cope, 1872
    - Erebomaster flavescens weyerensis (Packard, 1888)
    - Erebomaster flavescens coecum (Packard, 1888)

- Rodzaj: Holoscotolemon Roewer, 1915
  - Holoscotolemon franzinii M. Tedeschi et R. Sciaky, 1994
  - Holoscotolemon granulatus Roewer, 1915
  - Holoscotolemon jaqueti (Corti, 1905)
  - Holoscotolemon lessiniense J. Martens, 1978
  - Holoscotolemon monzinii M. Tedeschi et R. Sciaky, 1994
  - Holoscotolemon naturae M. Tedeschi et R. Sciaky, 1994
  - Holoscotolemon oreophilum J. Martens, 1978
  - Holoscotolemon querilhaci (Lucas, 1864)
  - Holoscotolemon unicolor Roewer, 1915

- Rodzaj: Speleomaster Briggs, 1974
  - Speleomaster lexi Briggs, 1974
  - Speleomaster pecki Briggs, 1974

- Rodzaj: Theromaster Briggs, 1969
  - Theromaster archeri (Goodnight et Goodnight, 1942)
  - Theromaster brunnea (Banks, 1902)